# عبد الله محمد محمود
عبد الله محمد محمود (4 مايو 2000) هو لاعب كرة قدم موريتاني محترف في نادي ألافيس المنافس ضمن أندية دوري الدرجة الأولى الإسباني في مركز الوسط والوسط الدفاعي.

## المسيرة الكروية
بدأ اللعب مع نادي الجيش الموريتاني ثم بعد ذللك أنتقل إلي نادي افسي نواذيبو وبعد التألق في بطولة كوتيف مع منتخب موريتانيا للشباب لفت انتباه كشافة نادي ديبورتيفو الافيس

## المسيرة الدولية
بدأ اللعب مع منتخب الشباب

## وصلات خارجية
- عبد الله محمد محمود على موقع قاعدة بيانات كرة القدم.إي يو (الإنجليزية)
- عبد الله محمد محمود على موقع ناشيونال فوتبول تيمز (الإنجليزية)
- عبد الله محمد محمود على موقع Soccerway.com (الإنجليزية)